# Marko Asmer
Marko Asmer (Tallinn, 30 juli 1984) is een Estisch/Britse autocoureur. Asmer is de eerste Est die testte in een Formule 1-wagen. Hij heeft getest voor het BMW-Williams team in 2003 na een half seizoen van racen in de Britse Formule Ford. In 2007 reed hij voor HiTech Racing het Britse Formule 3-kampioenschap en behaalde het kampioenschap met overmacht door 11 van de 22 races te winnen en 13 pole positions te rijden.
In 2008 was hij vaste testrijder in de Formule 1 voor het team van BMW Sauber. 
Asmers vader is de racecoureur Toivo Asmer, die in Estland minister was tussen 1999 en 2003.

## GP2 resultaten
| Jaar | Inschrijving      | 1       | 2       | 3       | 4       | 5       | 6       | 7          | 8          | 9          | 10         | 11         | 12         | 13         | 14         | 15          | 16         | 17         | 18         | 19         | 20         | Rang | Punten |
| ---- | ----------------- | ------- | ------- | ------- | ------- | ------- | ------- | ---------- | ---------- | ---------- | ---------- | ---------- | ---------- | ---------- | ---------- | ----------- | ---------- | ---------- | ---------- | ---------- | ---------- | ---- | ------ |
| 2008 | FMS International | ESP FEA | ESP SPR | TUR FEA | TUR SPR | MON FEA | MON SPR | FRA FEA 17 | FRA SPR 11 | GBR FEA 20 | GBR SPR 13 | GER FEA 14 | GER SPR 13 | HUN FEA 18 | HUN SPR NF | EUR FEA DNS | EUR SPR NF | BEL FEA 16 | BEL FEA NF | ITA FEA NF | ITA SPR NF | 28   | 0      |

1. 1 2  Eesti spordi biograafiline leksikon; geraadpleegd op: 27 oktober 2024; genoemd als: Marko Asmer; ESBL-identificatiecode voor atleet: Marko_Asmer.